# Gyömöre, Győr-Moson-Sopron
Gyömöre  este un sat în districtul Tét, județul Győr-Moson-Sopron, Ungaria, având o populație de 1.279 de locuitori (2011). 

## Demografie
Componența etnică a satului Gyömöre
     Maghiari (97,03%)
     Romi (2,34%)
     Germani (0,63%)
Componența confesională a satului Gyömöre
     Romano-catolici (63,33%)
     Luterani (6,41%)
     Fără religie (3,05%)
     Reformați (2,27%)
     Necunoscută (24,71%)
     Atei (0,23%)
Conform recensământului din 2011, satul Gyömöre avea 1.279 de locuitori. Din punct de vedere etnic, majoritatea locuitorilor (97,03%) erau maghiari, cu o minoritate de romi (2,34%).  Din punct de vedere confesional, majoritatea locuitorilor (63,33%) erau romano-catolici, existând și minorități de luterani (6,41%), persoane fără religie (3,05%) și reformați (2,27%). Pentru 24,71% din locuitori nu este cunoscută apartenența confesională.